# 1992 en sport automobile
Chronologie du Sport automobile
1991 en sport automobile - 1992 en sport automobile - 1993 en sport automobile

## Les faits marquants de l'année1992enSport automobile
- Nigel Mansell remporte le Championnat du monde de Formule 1 au volant d'une Williams-Renault.

## Par mois

### Janvier
- 15 janvier : Didier Auriol remporte le Rallye Monte-Carlo.

### Mars
- 1er mars : Grand Prix automobile d'Afrique du Sud.
- 22 mars (Formule 1) : Grand Prix automobile du Mexique.

### Avril
- 5 avril, (Formule 1) : Grand Prix automobile du Brésil.

### Mai
- 3 mai (Formule 1) : Grand Prix automobile d'Espagne.
- 17 mai (Formule 1) : Grand Prix automobile de Saint-Marin.
- 31 mai (Formule 1) : Grand Prix automobile de Monaco.

### Juin
- 14 juin (Formule 1) : Grand Prix automobile du Canada.
- 20 juin : départ de la soixantième édition des 24 Heures du Mans.
- 21 juin : Peugeot gagne les 24 Heures du Mans avec l’équipage Dalmas, Warwick et Blundell.

### Juillet
- 5 juillet (Formule 1) : Grand Prix automobile de France.
- 12 juillet (Formule 1) : Grand Prix de Grande-Bretagne.
- 26 juillet (Formule 1) : Grand Prix automobile d'Allemagne.

### Août
- 16 août (Formule 1) : Grand Prix automobile de Hongrie.
- 30 août (Formule 1) : Grand Prix automobile de Belgique.

### Septembre
- 13 septembre (Formule 1) : Grand Prix automobile d'Italie.
- 27 septembre (Formule 1) : Grand Prix automobile du Portugal.

### Octobre
- 25 octobre (Formule 1) : Grand Prix automobile du Japon.

### Novembre
- 8 novembre (Formule 1) : Grand Prix automobile d'Australie.

## Naissances
- 12 mai : Lucas Foresti, pilote automobile brésilien.
- 26 mai : Johanna Long, pilote automobile américaine.
- 15 juin : Jānis Baumanis, pilote automobile letton de rallycross.

- 17 juin : Hugo Valente, pilote automobile français d'origine italienne.
- 23 juin : Gaëtan Paletou, pilote automobile français.
- 8 juillet : Norman Nato, pilote automobile français
- 21 août : Felipe Nasr, pilote automobile brésilien.
- 5 octobre : Kevin Magnussen, pilote automobile danois, fils du pilote Jan Magnussen.
- 6 octobre : Jim Pla, pilote automobile français.
- 20 octobre : Clément Jean-Philippe Berlié, pilote automobile français, champion de Mitjet 2L, en 2016.
- 13 novembre : Jazeman Jaafar, pilote automobile malaisien.
- 19 novembre : Doru Sechelariu, pilote automobile roumain.
- 31 décembre : Karl Kruuda, pilote de rallye estonien.

## Décès
- 3 mars :  Lella Lombardi, pilote automobile italienne. (° 26 mars 1941).
- 10 janvier : Roberto Bonomi, 72 ans, pilote automobile argentin. (° 30 septembre 1919).
- 13 février :  Janusz Kulig, pilote de rallye polonais. (° 19 octobre 1969).
- 13 août :  Eugen Bjørnstad, pilote automobile norvégien, (° 12 décembre 1909).
- 4 octobre :  Denis Clive Hulme, pilote de course automobile néo-zélandais, (° 18 juin 1936).
- 26 décembre : Jan Flinterman, pilote automobile néerlandais. (° 2 octobre 1919).